# 万松关
万松关，位于中国福建省漳州市龙文区蓝田镇梧桥村，为一个省级文物保护单位，类型为古建筑，为第五批福建省文物保护单位，公布时间为2001年1月20日。
万松关的历史年代为明。
1865年太平天国败退二十余万至此，清軍陸路提督林文察率領九千余台勇對陣，激战一上午，林文察在萬松關援絕戰死，使太平军改走内路不来台，清即赏雾峰田地给当地林家，成后来雾峰林家青年高中校地来源。